# Slopestyle

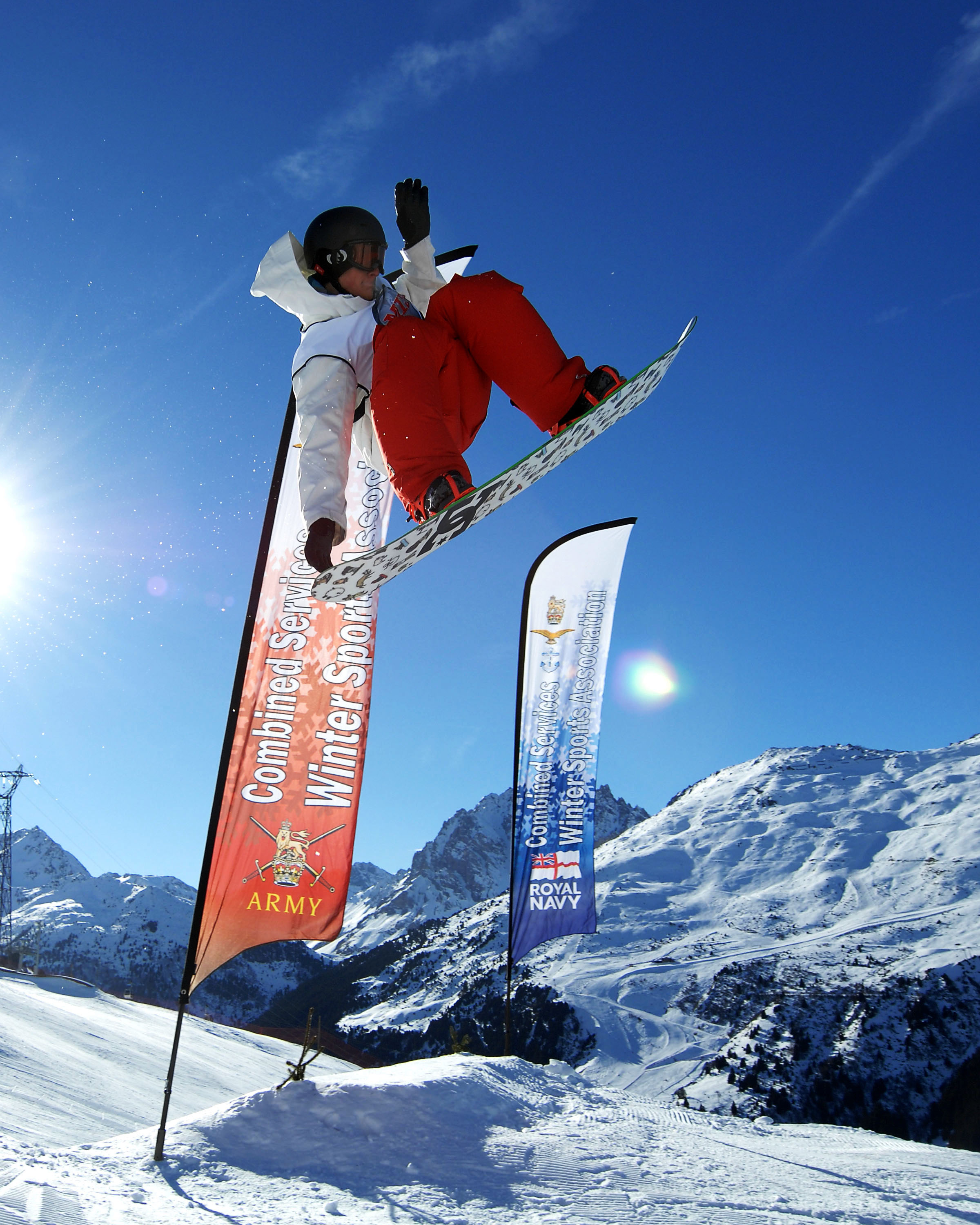
Snowboardista při slopestylu

Slopestyle (jízda ve snowparku) je disciplína akrobatického lyžování a snowboardingu, při níž závodník sjíždí trať s umělými překážkami, na nichž se snaží předvést co největší množství co nejobtížnějších triků. Nejdříve se tato disciplína začala provádět na snowboardu, dnes kromě lyží a snowboardu, které jsou nejpoužívanější, se jezdí tímto způsobem i v dalších sportech (např. na kole).
Slopestyle na lyžích patří do rodiny zimních sportů označovaných jako freestyle freeskiing a patří mezi nejatraktivnější sporty na zimních X Games.[zdroj⁠?!] Na program olympijských her byl slopestyle poprvé zařazen na Zimních olympijských hrách 2014 v Soči v rámci soutěží akrobatického lyžování a snowboardingu.